# Варджи
Варджи (также сирзаквай, сар, сарава, варджа, варджава; англ. warji, warjĩ, sirzakwai, sar, sarawa, warja, warjawa; самоназвание: sərzakwai) — чадский язык, распространённый в центральных районах Нигерии. Входит в группу северные баучи (варджи, па’а-варджи) западночадской языковой ветви.
Численность говорящих — около 77 700 человек (2000). Письменность основана на латинском алфавите.

## О названии
Самоназвание языка варджи — sərzakwai, самоназвание этнической общности варджи — sar. Наиболее распространённое название языка «варджи» может произноситься как «варджа». Известны также такие варианты названия этнической общности варджи как «сарава» и «варджава».

## Классификация
В соответствии с классификацией чадских языков, предложенной американским лингвистом П. Ньюманом, язык варджи входит в группу варджи (северные баучи) (или B.2) подветви баучи-баде западночадской языковой ветви вместе с языками дири, джимбин, кария, мбуруку, мия, па’а и цагу. Эта классификация приведена, в частности, в справочнике языков мира Ethnologue.
В классификации, предложенной в базе данных по языкам мира Glottolog, показаны некоторые особенности генетических связей внутри группы северные баучи, или B.2. Язык варджи вместе с языками кария и мия включается в кластер варджи-гала-кария, который является частью группы западночадских языков B.2. В эту группу также входят языки аджава, чивогай (цагу), дири, мбурку, па’а, сири и зумбун (джимбин).
В классификациях афразийских языков чешского лингвиста В. Блажека и британского лингвиста Р. Бленча язык варджи также включается в объединение северные баучи, или варджи, которое сближается в рамках ветви баучи-баде с языками баде-нгизим.
Так, в классификации В. Блажека язык варджи отнесён к подгруппе языков северные баучи наряду с языками па’а, сири, дири, мия, джимбин, мбурку, кария и цагу. Подгруппа северные баучи при этом вместе с подгруппой баде-нгизим образуют в данной классификации одну из двух групп наряду с группой южные баучи, которые входят в свою очередь в одну из двух подветвей западночадской языковой ветви.
В классификации Р. Бленча язык сирзаквай (варджи) вместе с языками дири, па’а, кария, мбурку, мия, зумбун (джимбин), сири и чивогай (цагу) отнесён к подгруппе варджи, которая вместе с подгруппой баде образует группу баде-варджи, противопоставленную группе заар, в составе подветви западночадских языков В.
Классификация, в которой язык варджи включается в группу северные баучи, или па’а-варджи, подветви баучи-баде приводится также в работе С. А. Бурлак и С. А. Старостина «Сравнительно-историческое языкознание» и в статье В. Я. Порхомовского «Чадские языки», опубликованной в лингвистическом энциклопедическом словаре.

## Лингвогеография

### Ареал и численность
Область распространения языка варджи размещена в центральной Нигерии на границе двух штатов — Баучи (в районе Нинги) и Джигава (в районе Бирнин Куду).
Ареал варджи со всех сторон окружён ареалами близкородственных западночадских языков. На севере, востоке и юге к ареалу варджи примыкает ареал языка хауса. На западе ареал варджи граничит с ареалом языка дири, на юго-западе — с северо-западной частью ареала языка сири, на юго-востоке — с ареалом языка кария.
Численность носителей языка варджи по данным 1971 года составляла 28 000 человек, по данным 1977 года — 50 000 человек. Согласно данным справочника Ethnologue, численность говорящих на языке варджи в 2000 году достигала 77 700 человек. По современным оценкам сайта Joshua Project численность носителей этого языка составляет 123 000 человек (2017).

### Социолингвистические сведения
Согласно данным сайта Ethnologue, по степени сохранности язык варджи относится к так называемым стабильным, или устойчивым, языкам, поскольку этот язык используется в устном бытовом общении представителями этнической общности варджи всех поколений, включая младшее. Стандартной формы у языка варджи нет. Как второй язык среди носителей языка варджи широко распространён язык хауса. Отмечается процесс постепенного перехода на исключительное использование языка хауса во всех функциях, включая повседневное общение. Большинство представителей этнической общности варджи придерживается традиционных верований, имеются также группы мусульман (10 %) и христиан (3 %).

### Диалекты
По данным справочника Ethnologue диалектом языка варджи, возможно, является идиом мия. Между тем, во всех классификациях чадских языков мия рассматривается как самостоятельный язык. Также диалектом языка варджи, согласно сведениям Р. Бленча, предположительно является идиом гала, в то же время в базе данных по языкам мира Glottolog идиом гала рассматривается как диалект языка мия.

## Письменность
Современный вариант письменности языка варджи основан на латинском алфавите. Опубликованы словарь и грамматика. На язык варджи переводятся фрагменты Библии (с 2012 года). Алфавит содержит буквы a, b, ɓ, c, d, ɗ, e, f, g, h, i, j, k, ƙ, l, m, n, o, p, r, s, t, u, w, y, z.